# Вида, Мате
Мате Вида (венг. Vida Máté; род. 8 марта 1996, Будапешт) — венгерский футболист, полузащитник клуба «Вашаш».

## Клубная карьера
Мате воспитывался в системах клубов «Шолтвадкерти» и «Вашаш». За «Вашаш» он дебютировал в 2013 году и был важной частью команды, выигравшей второй венгерский дивизион в сезоне 2014/15. Его дебют в высшей лиге Венгрии состоялся 18 июля 2015 года в матче против клуба «ВТК». В том сезоне Мате был ключевым игроком в опорной зоне «Вашаша».

## Карьера в сборной
Мате выступал за юношеские и молодёжные сборные Венгрии. Он попал в расширенную заявку сборной на Евро-2016. 20 мая 2016 года состоялся дебют Виды за основную сборную в матче против Кот-д'Ивуара (0:0).